# Liste der Biografien/Halo
Liste der Biografien |
Portal Biografien |
Personensuche
# |
A |
B |
C |
D |
E |
F |
G |
H |
I |
J |
K |
L |
M |
N |
O |
P |
Q |
R |
S |
T |
U |
V |
W |
X |
Y |
Z |
?
 
Ha |
Hd |
He |
Hi |
Hj |
Hk |
Hl |
Hm |
Hn |
Ho |
Hr |
Hs |
Ht |
Hu |
Hv |
Hw |
Hy
 
Haa |
Hab |
Hac |
Had |
Hae–Haf |
Hag |
Hah |
Hai |
Haj |
Hak |
Hal |
Ham |
Han |
Hao |
Hap |
Haq |
Har |
Has |
Hat |
Hau |
Hav |
Haw |
Hax |
Hay |
Haz
 
Hala |
Halb |
Halc |
Hald |
Hale |
Half |
Halg |
Halh |
Hali |
Halj |
Halk |
Hall |
Halm |
Halo |
Halp |
Hals |
Halt |
Halu |
Halv |
Halw |
Haly |
Halz
Die Liste der Biografien führt alle Personen auf, die in der deutschsprachigen Wikipedia einen Artikel haben. Dieses ist eine Teilliste mit 19 Einträgen von Personen, deren Namen mit den Buchstaben „Halo“ beginnt.

## Halo
- Halo, Laurel (* 1985), US-amerikanische Musikerin, Sängerin und DJ

### Haloa
- Haloander, Gregor (1501–1531), deutscher Jurist

### Haloi
- Haloi, Ganesh (* 1936), indischer Maler

### Halon
- Halonen, Eemil (1875–1950), finnischer Bildhauer
- Halonen, Kristiina (* 1997), finnische Hürdenläuferin
- Halonen, Lauri (1894–1961), finnischer Marathonläufer
- Halonen, Niilo (1940–2025), finnischer SkispringerNiilo Halonen (1940–2025)

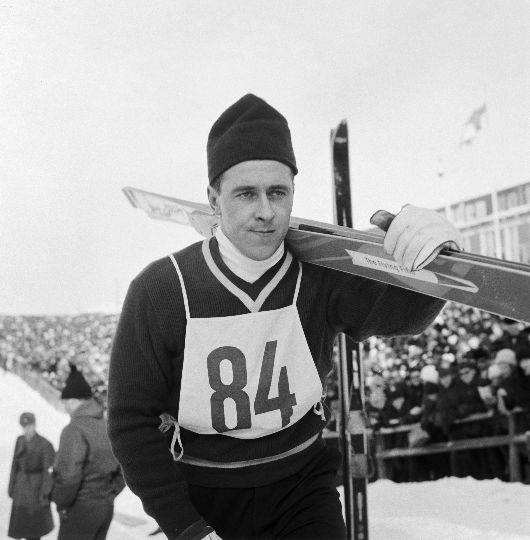
Niilo Halonen (1940–2025)

- Halonen, Paula-Irmeli (* 1945), finnische Eisschnellläuferin
- Halonen, Pekka (1865–1933), finnischer Maler
- Halonen, Simo (* 1947), finnischer Biathlet
- Halonen, Tarja (* 1943), finnische Politikerin, Mitglied des Reichstags und Staatspräsidentin

### Halop
- Halop, Billy (1920–1976), US-amerikanischer Schauspieler
- Halop, Florence (1923–1986), US-amerikanische Schauspielerin

### Halos
- Haloschan, Dustin (* 1991), deutscher Eishockeytorwart

### Halot
- Halot, Stéphane (* 1897), belgischer Tennisspieler und Diplomat
- Halotus, römischer Prokurator

### Halou
- Haloun, Gustav (1898–1951), Sinologe
- Halouska, Clara (* 2000), deutsche Schauspielerin und Theaterschauspielerin
- Haloutschanka, Raman (* 1973), belarussischer Politiker